# Trolleybus de Quito
Le trolleybus de Quito est un réseau de trolleybus qui dessert l'agglomération de Quito, en Équateur.

## Réseau actuel

### Aperçu général
Le réseau est composé de 6 lignes
- C1	Terminal Sur El Recreo - Terminal Norte La Y
- C2	Morän Valverde - Terminal Norte La Y
- C3	Terminal Norte La Y - Parada Plaza Grande
- C4	Quitumbe - Morän Valverde - Ejido
- C5	Terminal Sur El Recreo - Colon
- CQ-R	Quitumbe - Terminal Sur El Recreo

### Matériel roulant
113 trolleybus roulent sur ce réseau acquis en 1995 et 2000.